# Site negru
În terminologia militară, un site negru este o locație în care se desfășoară o operațiune nerecunoscută sau un proiect negru. 
Potrivit Associated Press, „Locurile negre sunt închisori clandestine în care prizonierii, în general, nu sunt acuzați de o crimă și nu au niciun recurs legal, fără cauțiune sau ordin judecătoresc.” 

## China
Site-urile negre sunt larg răspândite în China și un site negru chinezesc a fost presupus că există în Dubai de către un fost deținut.  Locurile negre din China sunt cunoscute și sub denumirea de „închisorile negre”. 

## Egipt
Site-urile negre sunt utilizate pe scară largă de către serviciile de securitate egiptene, în timpul Crizei din Egipt (2011–2014), sute de protestatari au susținut că au avut loc torturi în aceste locuri negre. Serviciul de securitate egiptean a operat, de asemenea, site-uri negre implicate în programul anti-terorism al CIA pentru site-uri negre. 

## Rusia
În Cecenia, bărbații homosexuali au pretins că au fost torturați în locuri negre de forțele de securitate cecene. Bărbații gay din alte părți ale Rusiei au fost răpiți și transportați în locuri din Cecenia, unde peste 100 au fost torturați, iar unii au fost uciși. Autoritățile cecene au zădărnicit încercările rețelei LGBT din Rusia de a ajuta homosexualii din Cecenia să evadeze în locuri sigure din Rusia și au împiedicat investigațiile comisarului pentru drepturile omului de la Kremlin, Tatyana Moskalkova⁠(d). În ciuda protestelor din marile orașe rusești împotriva situației din Cecenia, Vladimir Putin, dorind să mențină relații bune cu Kadyrov, a negat că au avut loc abuzuri asupra homosexualilor în Cecenia. Cecenia este, fără îndoială, zona cea mai homofobă din Rusia, cu 95% din populația sa aderând la islamul ortodox (sunnit). Rămâne singurul district al Rusiei în care homosexualitatea este interzisă și se pedepsește cu închisoare. 

## Statele Unite ale Americii
Site-urile negre controlate de CIA sunt folosite de guvernul SUA în războiul său împotriva terorismului pentru a reține combatanții inamici⁠(d). Președintele american George W. Bush a recunoscut existența închisorilor secrete operate de CIA în timpul unui discurs din 6 septembrie 2006.   O afirmație că site-urile negre au existat a fost făcută de The Washington Post în noiembrie 2005 și înainte de aceasta de către ONG-urile pentru drepturile omului . 
Un raport al Uniunii Europene (UE) adoptat la 14 februarie 2007, de majoritatea Parlamentului European (382 de deputați europeni votând pentru, 256 împotrivă și 74 abținându-se) a afirmat că CIA a operat 1.245 de zboruri și că nu a fost posibil să contrazică dovezile sau sugestii că centrele secrete de detenție în care deținuții au fost torturați au fost operate în Polonia și România.  După ce ani de zile a negat acest fapt, Polonia a confirmat în 2014 că a găzduit site-uri negre. 
În Ianuarie 2012, Procuratura Generală a Poloniei a inițiat proceduri de investigație împotriva lui Zbigniew Siemiątkowski⁠(d), fostul șef al informații polonez. Siemiątkowski a fost acuzat că a facilitat presupusa operațiune de detenție a CIA în Polonia, unde suspecții străini ar fi putut fi torturați în contextul Războiului împotriva terorismului. De asemenea, este luată în considerare posibila implicare a lui Leszek Miller, prim-ministrul Poloniei din 2001 până în 2004.  